# فرانک مک‌کینی
فرانک مک‌کینی (به انگلیسی: Frank McKinney) (زادهٔ ۳ نوامبر ۱۹۳۸) شناگر اهل ایالات متحده آمریکا است.